# Mesochorus balteatus
Mesochorus balteatus là một loài tò vò trong họ Ichneumonidae.